# Koban

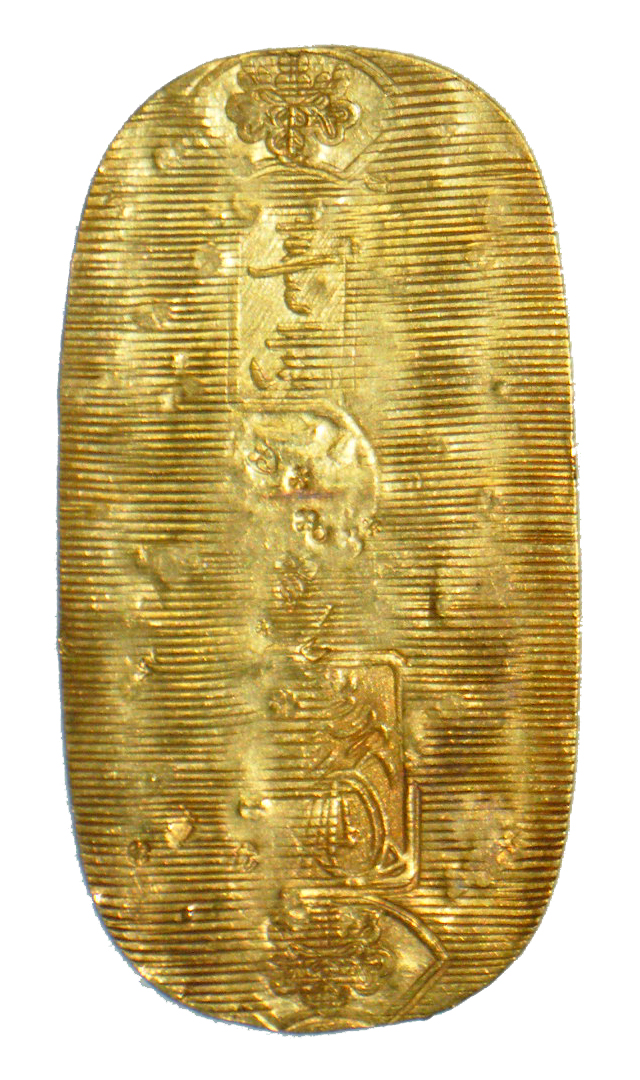
Koban.

Una koban (小判, pequeño sello) era una moneda japonesa ovalada de oro, de tamaño menor que el ōban, que estuvo en curso durante el Periodo Edo. Se acuñó por primera vez alrededor del año 1601 con el valor de 1 ryō (otra antigua unidad monetaria japonesa). Formaba parte del sistema monetario Tokugawa.
En la era Keichō, un koban equivalía a 1 ryō de oro, así que presentaba en su cara el valor de “1  ryō”. Sin embargo, con el paso del tiempo las cecas disminuyeron el porcentaje de oro contenido en el koban. Como consecuencia, el valor virtual del koban y su peso en oro dejaron de coincidir. 

## Comercio exterior
La economía japonesa anterior a 1850 estaba basada principalmente en el arroz. La unidad de medida estándar era el koku, la cantidad de arroz necesaria para alimentar a una persona en un año. Los granjeros pagaban sus impuestos con arroz, que pasaba a formar parte de las arcas del gobierno central, y de manera similar, los vasallos eran pagados anualmente con un determinado koku de arroz. Sin embargo, los portugueses que llegaron a Japón en la década de 1550 preferían el oro al arroz y el koban, que equivalía a 3 koku de arroz, se convirtió en la moneda oficial para el comercio exterior.
Algunos señores feudales comenzaron a acuñar sus propias koban pero variando con aleaciones la cantidad de oro establecida. Las autoridades de Edo establecieron varias reformas monetarias devaluando cada vez más el valor de la moneda. Además, los koban falsificados circulaban después de cada reforma, con un valor ligeramente menor que el del koban auténtico del momento. Cuando en 1853 el comodoro Matthew C. Perry visitó Japón, los comerciantes preferían los koban falsificados de épocas anteriores a las nuevas variantes de la moneda. Las falsificaciones antiguas eran consideradas más valiosas que los koban que se habían acuñado más recientemente.
Con la Restauración Meiji, en 1868 se acuñaron nuevas monedas estableciendo un nuevo sistema monetario inspirado en el europeo y el koban dejó de utilizarse.

## En la cultura popular
El proverbio japonés neko ni koban (猫に小判 literalmente, "dar un koban al gato"?) es el equivalente de la expresión dar margaritas a los cerdos, que significa que es inútil dar algo valioso a quien no lo aprecia.
Meowth, personaje de la franquicia Pokémon, tiene un koban en su frente. Su ataque característico, “Pay Day” (“Día de pago”), se conoce como “Neko ni Koban” en el japonés original.
Maneki Neko suele ser representado sosteniendo un koban. Aunque el koban tenía el valor de 1 ryō, el que posee Maneki Neko es de un valor de 10 millones de ryō.  Por este motivo, este amuleto está asociado con la buena fortuna y la salud.